# Lađevci (Čelinac)
Lađevci (szerbül: Лађевци), település Bosznia-Hercegovinában, a Bosanska Krajina keleti részén, Čelinac községben, a Szerb Köztársaságban. 

## Fekvése
A település Bosznia-Hercegovina északi részén, Banja Lukától légvonalban 21, közúton 35 km-re keletre, községközpontjától légvonalban 12, közúton 22 km-re északkeletre, a Turjanica és Kamenica-folyók között, 215-315 méteres magasságban fekszik. Két főtelepülésrésze Donji és Gornji Lađevci.

## Népessége

### A település népessége
| Nemzetiségi csoport | Népesség 1991 | Népesség 2013 |
| ------------------- | ------------- | ------------- |
| Szerb               | 525           | 308           |
| Bosnyák             | 0             | 0             |
| Horvát              | 0             | 1             |
| Jugoszláv           | 1             | 0             |
| Egyéb               | 1             | 1             |
| Összesen            | 527           | 310           |

## Története
A térség 1878-ig tartozott az Oszmán Birodalomhoz, ekkor a berlini kongresszus határozata alapján az Osztrák-Magyar Monarchia része lett. 1879-ben az első osztrák-magyar népszámlálás során a prnjavori járáshoz tartozó a településnek 30 háztartása és 226 ortodox lakosa volt. 1910-ben a prnjavori járáshoz tartozó településen 48 háztartást. 238 ortodox és 12 görög katolikus lakost találtak.A monarchia szétesésével 1918-ban előbb a Szerb-Horvát-Szlovén Királyság, majd 1929-től a Jugoszláv Királyság része. Az 1929-es törvény értelmében, amikor Bosznia-Hercegovinát négy banovinára, Drinskára, Vrbaskára, Zetskára és Primorskára osztották, a település a Vrbaska banovina része lett, amelynek székhelye Banja Luka volt. Jugoszlávia megszállása után a Független Horvát Állam (NDH) része lett. A daytoni békeszerződést követő területfelosztásnál a település Čelinac község részeként a Szerb Köztársaság területéhez került.

## Oktatás
Mladen Stojanović Általános Iskola

## Nevezetességei
Szent Konstantin császár és Szent Ilona császárné tiszteletére szentelt ortodox temploma.